# 佐伯綜合建設
佐伯綜合建設株式会社は、岐阜県に本社を置く建設会社である。佐伯グループ(佐伯鐵巧株式会社等)の中核企業。

## 沿革
- 昭和28年佐伯鉄工所として開業
- 昭和36年萱場工業(株)指定業者となる
- 昭和40年八幡製鉄(株)指定工場となる
- 昭和44年法人改組佐伯鉄工(株)設立　資本金500万円
- 昭和46年八幡製鉄(株)フレーム販売表彰受く
- 昭和47年日本鋼管(株)指定工場となる
- 昭和47年日本鋼管(株)フレーム表彰受く
- 昭和49年鉄鋼製品専門加工工場として佐伯綜合鉄骨設立
- 昭和50年日本鋼管(株)一次加工指定工場となる
- 昭和52年佐伯綜合建設(株)に社名変更
- 昭和55年資本金1,000万円に増資
- 昭和56年尾張支店開設
- 昭和58年可児支店開設
- 昭和58年美濃加茂営業所開設
- 昭和63年資本金1,800万円に増資
- 平成元年岐阜県美濃加茂市古井町下古井字大脇2643-1へ美濃加茂営業所を移設
- 平成 2年資本金2,880万円に増資
- 平成 3年資本金4.608万円に増資
- 平成 4年資本金5,000万円に増資
- 平成 4年岐阜県可児市川合70-1へ可児支店を移設
- 平成18年全員参加の「プロセス管理活動(PAS)」導入
- 平成21年岐阜県子育て支援企業登録
- 平成21年第20回安全協力会記念大会開催
- 平成21年建設業労働安全衛生マネジメントシステム(COHSMS)認定に挑戦

## 許認可登録
- 昭和51年岐阜県知事許可(特-51)第2944号にて特定建設業(建築工事業、鋼構造物工事業)の許可を受ける
- 昭和55年岐阜県知事許可(般-54)第2944号にて一般建設業(土木工事業)の許可を受ける
- 昭和56年全国鋼構造物製作工場認定委員会よりMグレートの製作工場として認定を受ける(認定第24.M.002号)
- 昭和57年建設大臣許可(特-56)第9853号にて特定建設業(建築工事業、鋼構造物工事業)の許可を受ける
- 昭和57年建設大臣許可(般-57)第9853号にて一般建設業(土木工事業)の許可を受ける
- 昭和59年建設省東住指発第118号-368号にて鋼構造物製作工場(第24.M.2002号)として建設大臣の認定を受ける
- 昭和60年建設大臣許可(特-59)第9853号にて特定建設業(建築工事業、鋼構造物工事業)の許可を受ける
- 昭和60年建設大臣許可(般-60)第9853号にて一般建設業(土木工事業)の許可を受ける
- 昭和63年建設大臣許可(般-62)第9853号にて特定建設業(建築工事業、鋼構造物工事業)の許可を受ける
- 昭和63年建設大臣許可(般-62)第-9853号にて一般建設業(土木工事業)の許可を受ける
- 平成 4年岐阜県建設協会から優良企業として表彰を受ける
- 平成 6年建設大臣許可(特-5)第9853号にて特定建設業(土木、建築、とび・土工、屋根、鋼構造物、内装仕上工事業)の許可を受ける
- 平成 8年建設大臣許可(特-7)第9853号にて特定建設業(ほ装工事業)の許可を受ける　　建設業(土木、建築、とび・土工、屋根、鋼構造物、内装仕上工事業)の許可を受ける
- 平成13年ISO9001認証取得 ( ISAQ033 )
- 平成14年国土交通大臣許可(特-13)第9853号にて特定建設業(土木、建築、とび・土工、屋根、鋼構造物、内装仕上工事業)の許可を受ける
- 平成14年国土交通大臣許可(特-14)第9853号にて特定建設業(水道施設工事業)の許可を受ける
- 平成17年ISO14001認証取得 ( ISAE056 )
- 平成23年佐伯グループ企業、国土交通大臣よりＨグレードの製作工場としての認定を受ける(認定番号 ＴＦBH-110218)
- 平成22年全支店において労働安全衛生マネジメントシステム　COHSMS（JC071-1）認証取得